# Camilo Castelo Branco
Camilo Ferreira Botelho Castelo-Branco, 1ste burggraaf van Correia Botelho, kortweg Camilo Castelo Branco (Lissabon, 16 maart 1825 – São Miguel de Seide, 1 juni 1890) is een Portugese auteur uit de negentiende eeuw. Hij schreef ruim 260 grote werken (voornamelijk romans, toneelstukken en essays). Zijn werk wordt als uniek beschouwd, omdat het de dramatische en sentimentele elementen van de romantiek met sarcasme, verbittering en zwarte humor combineert. Hij is ook bekend vanwege zijn humor en opvallende karakter, en vanwege zijn onstuimige leven.
Zijn werk wordt vaak in contrast gesteld tegenover dat van Eça de Queirós. Tussen de twee hing een spanning die door literatuurcritici soms de literaire guerrilla wordt genoemd.

## Biografie
Camilo's familie kwam uit het noorden van Portugal. Zijn vader, Manuel Joaquim Botelho Castelo Branco, kwam uit een rijke familie Vila Real, maar leefde in armoede vanwege het eerstgeboorterecht, waardoor jongere zoons bijna niks erfden. Camilo werd op jonge leeftijd wees. Hij groeide op in een dorpje in Trás-os-Montes, waar hij werd thuis les kreeg van drie ongetrouwde tantes. Op 13-jarige leeftijd ging hij naar de katholieke kweekschool in het nabijgelegen Vila Real, waar hij werd onderwezen door katholieke priesters. In zijn tienerjaren, ontwikkelde hij grote interesse voor de poëzie van Camões en Manuel Maria Barbosa du Bocage. Door ontdekkingsreiziger Fernão Mendes Pinto wilde hij op avontuur. Hoewel hij zeer geïnteresseerd was in literatuur en goed was in Latijn en Grieks, was Camilo ongedisciplineerd en trots.
Tussen zijn 17de en zijn 20ste, studeerde hij geneeskunde en theologie in Porto en Coimbra. Hij koos er uiteindelijk voor om schrijver te worden. Na eerst een tijd als journalist te hebben gewerkt in Porto en Lissabon, ging hij naar de bisschoppelijke kweekschool in Porto om voor het priesterschap te studeren. Gedurende deze periode, schreef Camilo een aantal religieuze werken en vertaalde hij het werk van François-René de Chateaubriand. Vanwege zijn onrustige karakter besloot hij later af te zien van het priesterschap en zich volledig te wijden aan de literatuur voor de rest van zijn leven. Hij werd twee keer gearresteerd: de eerste keer omdat het stoffelijk overschot van zijn eerste vrouw (met wie hij op 16-jarige leeftijd trouwde, maar die 8 jaar later stierf) opgroef en de tweede keer omdat hij een affaire had met Ana Plácido, die getrouwd was.
Zijn eerste opsluiting was kort, waarschijnlijk vanwege de tussenkomst van Teixeira de Queirós, een invloedrijke rechter (en vader van Eça. Tijdens zijn tweede opsluiting, die langer duurde, schreef hij wat nu wordt gezien als zijn beste en meest karakteristieke werk Amor de Perdição ("Liefde van verderf"). Later zou hij door deze periode in zijn leven ook geïnspireerd worden om Memórias do Cárcere (letterlijk: "Herinneringen aan de gevangenis") te schrijven, waarin hij de slechte omstandigheden van de overvolle Relação-gevangenis, in het centrum van Porto, beschreef. In het boek zitten ook biografische elementen verwerkt.
Camilo werd burggraaf (Visconde de Correia Botelho) in 1885 vanwege zijn bijdrage aan de literatuur. Toen zijn gezondheid verslechterde en hij niet meer kon schrijven, ontving hij van het parlement een pensioen voor de rest van zijn leven. In 1886 schreef hij "Esboço de crítica: Otelo, o Mouro de Veneza". Als gevolg van syfilis werd hij blind en leed hij aan een chronische zenuwziekte. Op 1 juni 1890 pleegde Castelo Branco zelfmoord met een revolver, terwijl hij in zijn beroemde houten schommelstoel zat.

## Werk
Camilo Castelo Branco is een van de meest veelzijdige Portugese schrijvers. Zijn werk bestond onder andere uit romans, toneelstukken, poëzie en essays. Daarnaast was hij de eerste Portugese auteur die in zijn levensonderhoud kon voorzien met alleen schrijven. In het totaal heeft hij zo'n 560 werken gepubliceerd, maar hij is het bekendst om zijn romans. Veel werk publiceerde Camilo alleen om de rekeningen te betalen, maar hij bleef altijd origineel. Hij maakte sterke personages en Portugese types, waaronder de "brasileiro" (een teruggekeerde Portugese emigrant die rijk was geworden in Brazilië), de oude "Fidalgo" (een edelman uit het noorden van Portugal) en de priester uit Minho.
Camilo's romans zijn te verdelen in drie periodes. De eerste periode bestaat uit romans van de fantasie. Os Mistérios de Lisboa, in de stijl van Eugène Sue, is daar een goed voorbeeld van.
De romans uit de tweede periode gaan over manieren, een stijl die hij ontwikkelde en dominant bleef tot Eça de Queirós O Crime de Padre Amaro publiceerde. In deze boeken combineerde Camilo realisme en idealisme en beschreef hij tot in detail het huishoudelijke en sociale leven in Portugal uit het begin van de 19de eeuw.
In de derde periode, waren zijn boeken historisch, biografisch en literair-kritisch. Hieronder vallen Noites de Lamego, Cousas leves e pesadas, Cavar em ruínas, Memórias do Bispo do Grão Pará en Boémia do Espírito.
Een paar van zijn meest opvallende boeken zijn O Romance de um Homem Rico, zijn favoriet, Retrato de Ricardinha, Amor de Perdição, de collectie novelles Novelas do Minho en A Brasileira de Prazins. Veel van zijn boeken zijn autobiografisch, zoals Onde está a felicidade? ("Waar is het geluk?"), Memórias do Cárcere en Vingança ("Wraak"). Camilo had een zeer rijke woordenschat en gebruikte vaak obscure woorden. Hij schreef zowel dramatische theaterstukken, als komedies die doen denken aan het werk van de beroemde Portugese toneelschrijver Gil Vicente.